# Multiply
Multiply foi um site de redes sociais com mais de treze milhões de usuários em todo o mundo, onde os utilizadores podiam criar um perfil, uma página pessoal na Internet, para compartilhar arquivos multimídia ilimitadamente. Para fazer parte da rede, bastava um cadastro simples no site, que foi lançado em março de 2004. O Multiply foi criado por uma iniciativa privada da empresa Multiply.Inc, com o apoio de VantagePoint Venture Partners, Point Judith Capital, Transcosmos e investidores privados.
O Multiply foi escolhido como um dos homenageados na categoria Social/Networking de comunicações do 11º Webby Awards, que acontece anualmente e é considerado o Oscar da Internet. Na plataforma digital multiply, a rede de usuários era composta por contatos diretos, através da adição de amigos, cuja natureza da relação podia ser especificada em família, amigos, contatos profissionais e assim por diante. A partir dessa classificação, cada usuário poderia selecionar com quem gostaria de compartilhar o seu conteúdo, se com sua rede inteira ou apenas com alguns subgrupos, ou ainda se suas postagens poderiam ter visualização pública. Isso lhes garantia mais segurança do que a maior parte dos sites de redes sociais.
No Multiply, o conteúdo podia ser organizado por tipo de postagem (músicas, links, vídeos, fotografias etc.) e, dentro desses módulos, os dados eram disponibilizados cronologicamente uns sobre os outros. Essas postagens poderiam ser comentadas por outros usuários, além disso, cada perfil tinha uma página de recados, o que ampliava as possibilidades de interação possibilitadas pelo site. As atualizações dos utilizadores, sejam elas inserções de conteúdo ou comentários sobre as mesmas, eram automaticamente enviadas para as caixas de entrada dos seus contatos, através de um sistema de RSS feeds. Ainda havia a opção de visualizar, na caixa de entrada, as atualizações dos amigos de seus amigos ou dos membros de grupos de que os usuários faziam parte.

## Música
Desde sua criação, o site permitia a seus utilizadores disponibilizarem listas de músicas em sua página, inclusive era possível escolher uma das listas postadas para tocar na home page do perfil. Inicialmente os usuários podiam fazer o upload de dez músicas por vez, até formar o número desejado (e ilimitado) de faixas em cada playlist. Essas músicas ficavam disponíveis no perfil, com um link para download em mp3 em cada faixa. Essa facilidade em compartilhar músicas trouxe a popularidade inicial da plataforma.
Como tentativa de controlar a partilha ilegal de música, o número de uploads simultâneos foi reduzido a cinco e depois a três. O intuito original era que os usuários compartilhassem apenas músicas das quais tivessem direitos legais. O próximo passo foi retirar o link para o download de faixas individuais diretamente em mp3 e substitui-lo por um link para um arquivo m3u. Como a medida foi insuficiente para impedir o compartilhamento ilegal, em julho de 2008, o Multiply retirou a possibilidade de baixar o arquivo da lista m3u, substituindo-o por um leitor de músicas incorporado na própria página. Os usuários mais uma vez burlaram o sistema e passaram a usar alguns aplicativos para obter o original de arquivos mp3.
Todas essas mudanças durante a (jovem) história do Multiply, tal como o grande número de usuários que tiveram suas contas canceladas devido à violação de direitos autorais, fez diminuir a quantidade de usuários da plataforma, que já estava em sua versão 4.0. Na tentativa de evitar essa “expulsão” de usuários, alguns deles começaram a limitar sua quantidade de contatos, estabelecendo algumas condições para aceitar novos amigos, como, por exemplo, uma quantidade predeterminada de listas de músicas postadas.

## Fim
Entre o final do mês de Julho e o início do mês de agosto de 2012 os usuários do Multiply gradativamente receberam um aviso emitido pela administração do site informando que, em 1º de dezembro deste mesmo ano (01/12/2012) todas as atividades estariam se encerrando. O motivo alegado seria que o site passaria a dedicar-se exclusivamente ao segmento de compra e venda online (e-commerce) na Indonésia e nas Filipinas onde concentra grande número de frequentadores. Esta medida culminaria na remoção de todo o conteúdo postado pelos milhões de usuários em todo o mundo, notícia que causou forte impacto já que tratava-se de um dos poucos (talvez o único) domínios na curta história da web capazes de armazenar gratuitamente uma grande quantidade de informações (músicas, fotos, vídeos, artigos etc.) por login e ainda permitir a  personalização em boa parte do estilo visual nas páginas individuais.
Após 01/12/12 o usuários ainda conseguiam entrar em sua páginas, visualizar o conteúdo dos colegas, baixar músicas e fazer comentários, porém já não era mais possível armazenar nenhum conteúdo; durante um tempo isso trouxe esperanças de que o site poderia voltar a ativa novamente, já que desde o anúncio do fim diversos apelos e protestos haviam sido organizados ao redor do mundo através e-mails e abaixo assinados online para que a rede não acabasse. No entanto, em 21/03/13 o multiply fechou as portas de vez, todo o conteúdo postado, cultivado e compartilhado por milhões de usuários foi perdido. Hoje, ao tentar entrar no endereço é exibida uma página informando o encerramento definitivo do site: International Multiply is now closed, but please feel free to visit our Indonesian Marketplace or Philippines Marketplace (Multiply Internacional já está encerrado, mas por favor, sinta-se livre para visitar o nosso site de vendas da Indonésia ou Filipinas).
Em 06/05/13 o multiply anunciou o fechamento do e-commerce, encerrando assim todas as suas atividades na rede. Um ano e seis meses atrás, foi finalmente desestabelecido a empresa-mãe.